# Čuvašija
Čuvašija (čuvaški: Чӑва́ш Ен, ruski: Чувашия) je republika u Ruskoj Federaciji smještana u porječju rijeka Volge i Vjatke.